# Allylalkohol
Allylalkohol är en omättad, primär alkohol med formeln C3H5OH, ibland skrivet som C3H6O.

## Egenskaper
Vid temperaturer 360 °C – 500 °C sönderfaller allylalkohol under utveckling av giftig rök med skarp, obehaglig lukt.
Ångor är tyngre än luft och kan därför "rinna nedåt" och ansamlas i fördjupningar. Vätskan är lättare än vatten, och kan därför flyta på ytan av vattensamlingar, innan den under avdunstning lösts upp.
Spill, som runnit nedåt i en sluttning, lämnar en rännil efter sig. Om vätskan av någon anledning fattar eld i slutet av backen kan elden sprida sig bakåt längs rännilen och starta en brand längre upp.
Allylalkohol är blandbar med etanol, kloroform, dietyleter, petroleumeter.
Hållbarheten är flera år, man så småningom tjocknar vätskan genom  polymerisation, blir till slut tjock som sirap. Denna rest är olöslig i vatten, men löslig i kloroform. Behandling av restprodukten med dietyleter resulterar i en spröd, hartsliknande massa. Allylalkohol påverkas ej av ultraviolett strålning.
Vid temperatur –190 °C, alltså långt under fryspunkten, får allylalkohol glas-struktur.
En azeotropisk blandning av 72,3 % allylalkohol och 27,7 % vatten har kokpunkten 88,89 °C.
Analys av allylalkohol görs med mass-spektrometri . Med bästa tillgängliga utrustning kan nivåer ned till 70 μg/m3 upptäckas.
Infraröd–spektrum: De två starkaste absorptionsbanden, mätt på 99 % allylalkohol ligger vid våglängderna 3,0 μm och 9,7 μm.
Allylalkohol angriper somliga plaster och gummi, men korroderar inte metall.

## Framställning
Allylalkohol kan framställas på en mängd olika sätt, t.ex. genom:
- hydrolys av allylklorid (C3H5Cl)

{\displaystyle {\rm {C_{3}H_{5}Cl+H_{2}O\rightarrow C_{3}H_{5}OH+HCl}}}
- dehydrogenering av propanol

{\displaystyle {\rm {C_{3}H_{7}OH\rightarrow C_{3}H_{5}OH+H_{2}}}}
- reaktion av propantriol med myrsyra

{\displaystyle {\rm {C_{3}H_{5}(OH)_{3}+HCOOH\rightarrow C_{3}H_{5}OH+2\ H_{2}O+CO_{2}}}}
Detaljerade beskrivningar (på engelska) av dessa förfaranden och ytterligare tillverkningsmetoder i Methods of Manufactoring

## Metod för insamling av luftprover
1. Luft pumpas genom ett rör fyllt med aktivt kol, där spårämnen adsorpteras.
2. Extrahering med en lösning av 5 % isopropanol i koldisulfid.

OSHA: Detaljbeskrivning av metoden (på engelska) 

## Gränsvärden för förnimbar lukt
I tre rapporter blev resultaten mycket olika och inte direkt jämförbara.
- 1,70 μg/L i kemiskt rent vatten.[2]
- Halt 0,78 ppm [3]
- 1,95 μg/L — 5,00 μg/L [4]

## Användning
- Allylalkohol är ett viktigt råmaterial vid framställning av bl a:
  - Akrolein
  - Diallyl, C6H10
  - Diallylftalat, C14H14O4
  - Epichlorohydrin, C3H5ClO
  - Isoftalat, C8H4O4−2
  - Propantriol
- Tillverkning av reptåliga glasögonlinser av plast.
- Mjukgörare för plast.
- Har tidigare i USA förekommit som  bekämpningsmedel i tobakplanteringar och sädesfält (numera förbjudet), denaturering av etanol, militär stridsgas[källa behövs].

## Miljöfara
- I luft bryts allylalkol ned genom reaktion med hydroxylradikaler, ozon och nitratradikaler. Man anser att solsken inte har någon nedbrytande verkan. Luft kan smittas av ångor, som avdunstat från allylalkohol spillt på marken, eller flyta på vattensamlingar.
- Man anser att allyllalkohol lätt tränger ned i marken, där det bryts ner av mikroorganismer.
- Troligen ansamlas allylalkohol inte i fisk.

## Hälsofara
Redan en låg koncentration av allylalkoholånga irriterar ögonen, och kan orsaka starkt tårflöde, suddig syn och överkänslighet för ljus. Övergående blindhet och smärta i ögonen. Irriterar andningsvägarna.
Vid högre koncentration uppträder illamående, kräkning och hosta. Vid något olyckstillfälle har rapporteras blod i upphostningar, men hur stark koncentrationen var då, är okänt.
Dödsfall p.g.a. hjärtproblem har rapporterats i ett fall efter stark inandning av ånga.
Direkt kontakt med allylalkohol kan medföra följande:
- Irriterad hud.
- Svår muskelsmärta och spasmer.

Allylalkohol har vid djurförsök visat sig vara skadligt för levern, oberoende på vad sätt ämnet kommit in i kroppen. Svår irritation i ögonen och andningsvägarna. Minskad andningstakt, tremor, kramper, diarré och koma har noterats vid laboratorieförsök, där försöksdjuren utsatts för medelhög till hög exposition av allylalkohol.   
Efter direkt hudkontakt har noterats lever- och njurskador; även blod i urinen. Några av djuren dog efter höga doser, oberoende på vad sätt ämnet tillförts kroppen.
Inget tydligt fall av cancer bland försöksdjuren har noterats ens efter livstids exponering för allylalkohol.
Ej heller har man funnit några tecken på infertilitet, abort eller skador hos avkomman när hanråttor exponerats för allyllalkohol före parningen.
Data saknas för hur allylalkohol eventuellt kan orsaka infertilitet, abort eller medfödda skador på avkomman, sedan honråttor exponerats för allylalkohol före eller under dräktighetstiden.
Eventualiteten att allylalkohol skulle kunna orsaka cancer hos människor har inte undersökts.

### GHSklassifikation av allylalkohol
Fara
- H225: Både vätska och gas är mycket eldfarliga
- H301: Omedelbara skador om nedsväljt
- H311: Omedelbara skador vid kontakt mot huden
- H331: Omedelbara skador om inandat

Följder
- H315: Irriterad hud, med eller utan sår
- H319: Allvarlig ögonirritation eller ögonskada
- H335: Andningsproblem
- H400: Mycket farligt för vattenlevande organismer

För allylalkohols P-koder (förebyggande regler), se artikel GHS.
Vid släckning av brand kan vatten användas utan olägenhet. (NFPA 704 vit ruta tom.)